# Teluk Marudu
Die Marudu Bay (malaiisch Teluk Marudu) ist eine große Bucht an der Nordküste der Insel Borneo. Sie gehört zum Staat Sabah, Malaysia und öffnet sich zur Sulusee. Verwaltungstechnisch gehört sie zur Kudat Division mit den Distrikten Kota Marudu an der Südseite, Kudat im Westen und Pitas im Osten der Bucht.

## Geographie
Die Bucht umfasst eine Fläche von ca. 1000 km². Mangrovensümpfe befinden sich hauptsächlich am südlichen Ende der Bucht bei Kota Marudu.

## Geschichte
Die Marudu Bay befand sich seit dem 18. Jahrhundert in den sich überschneidenden Interessenssphären der Sultanate von Sulu und Brunei. Versuche, die Gefolgsleute des Sultans von Sulu aus der Region zu vertreiben, scheiterten. Auch einer Strafexpedition des "weißen Raja" James Brooke gelang es im Jahr 1845 trotz Marineunterstützung durch Sir Thomas Cochrane nur für eine kurze Zeit, die Macht des Sultanats Sulu in der Region zu schwächen. Zwar wurde Syariff Usman, der Statthalter des Sultans bei dieser Strafexpedition getötet, aber sein Sohn Syariff Yassin kehrte 1870 an die Marudu Bay zurück und gründete einen Handelsposten an der Mündung des Sungai Tandik.
William Hood Treacher, der erste Gouverneur Nordborneos unter der North Borneo Chartered Company verlegte kurz nach seiner Ernennung das Hauptquartier der Gesellschaft an eine kleine, gerade erst durch Alfred Hart Everett entdeckte Bucht in der Marudu Bay. Hier, in Kudat, befand sich für zwei kurze Jahre die erste Hauptstadt Nordborneos.
1887 erwarb Graf Geldes d’Elslov ausgedehnte Areale Land an der Marudu Bay und begann mit dem Tabakanbau. Aus diesen Anfängen ging die London Borneo Tobacco Company hervor.
1892 plante der philippinische Nationalheld José Rizal, zusammen mit Gleichgesinnten eine landwirtschaftliche Siedlung an der Mündung des Sungai Bengkoka in die Marudu Bay zu gründen, um so den Repressionen der spanischen Regierung zu entgehen. Die Idee einer patriotischen Enklave wurde allerdings nie realisiert.

## British Borneo Exploration Syndicate Company Limited
1904 erwarb die British Borneo Exploration Syndicate Company Limited das Monopol zur Ausbeutung der Bodenschätze im Gebiet der Marudu Bay und begann mit dem Abbau von Mangan. Die Gesellschaft errichtete einen Anlegeplatz, Büros und eine 22 Meilen lange Meterspur-Bahn von der Bucht zu den Lagerstätten. Schlechtes Management führte jedoch dazu, dass die erste (und einzige) Schiffsladung Mangan bei der Ankunft in England über Bord gekippt wurde, da sie sich als minderwertiger Tonschiefer mit niedrigem Mangangehalt entpuppte. Die Firma gab 1913 ihre Schürfrechte an die Chartered Company zurück. Die Schmalspurbahn wurde abgebaut. Die Trasse diente später als Fahrstrasse zur Kautschukplantage der Taritipan Rubber Estate, die das ehemalige Minengelände erworben hatte. Die beiden Lokomotiven gingen in das Eigentum der North Borneo Railway über. Die Lokomotive BILIAJONG (Typ „Waterloo“, Baujahr 1905, Fabriknummer 767, gebaut von Kerr Stuart) wurde noch vor dem Jahr 1914 verschrottet. Die Lok MARUDU (gebaut von Dick Kerr & Co. Limited, Engineers and Contractors, London and Kilmarnock, 1905) wurde in Jesselton eingesetzt und überlebte beide Weltkriege. Sie wurde 1954 verschrottet.